# Larry Spriggs
Lawrence Michael "Larry" Spriggs  (nacido el 08 de septiembre de 1959 (65 años) en Cheverly, Maryland)  es un exjugador de baloncesto estadounidense. Con 2.01 de estatura, jugaba en la posición de alero.

## Trayectoria

### Universidad
Su periodo de formación en la NCAA jugaría en la Universidad Howard.

### Profesional
Es elegido en la 4ª ronda con el puesto 81 en el 1981 por Houston Rockets. Se inicia profesionalmente en su país jugando en Rochester Zeniths, Houston Rockets, Albany Patroons y los Chicago Bulls. En el año 1983 ficha por Los Angeles Lakers, donde juega durante 3 años, promediando 6,7 puntos y 3 rebotes y ganando el anillo en el año 1985. En el año 1986 ficha por el Real Madrid, jugando una temporada en la que promedia 21.1 puntos, 5.7 rebotes y 57% en tiros de dos puntos. El resto de su carrera deportiva jugaría en Italia, Francia, Turquía, Argentina, y en la CBA.